# Natalio Mangalavite
Natalio Luis Mangalavite (Cordoba, 8 gennaio 1959) è un pianista, arrangiatore e compositore argentino di origini italiane.

## Biografia
Cresciuto a Córdoba, lascia l'Argentina nel 1982 e si trasferisce in Europa dopo esperienze in Brasile, Spagna (Madrid e Las Palmas) e Senegal, dove studia anche percussioni afro. In Italia svolge attività concertistica e di studio, collaborando stabilmente con la scena jazz nazionale.

## Carriera
Mangalavite è docente di pianoforte jazz presso il Saint Louis College of Music di Roma, dove cura anche ensemble a tema latin-jazz.
Ha collaborato con numerosi musicisti italiani e internazionali, tra cui Ornella Vanoni, Fabio Concato, Paolo Fresu, Javier Girotto, Fabrizio Bosso e Peppe Servillo.
Nel 2002 partecipa come insegnante al talent/reality musicale di Italia 1 Operazione Trionfo (format poi ripreso da Rai 2 come Star Academy).

## Progetti e collaborazioni discografiche
Tra i progetti principali figurano:
- il trio con Peppe Servillo e Javier Girotto, con gli album L'amico di Córdoba (Sud Music/Egea, 2004; ristampe digitali 2015)[6][7] e Fútbol (Il Manifesto, 2009; nuova edizione 2015), ispirato ai racconti di Osvaldo Soriano.[8][9][10]
- Latin Mood, ensemble guidato da Fabrizio Bosso e Javier Girotto, con Mangalavite a pianoforte/tastiere e voce, autore di brani in Sol (Blue Note, 2008) e Vamos (Schema/Rearward, 2012).[11][12][13]
- il duo con Monica Demuru con l’album Madera Balza (Tǔk Music, 2019).[14][15]
- il progetto in duo con il percussionista Martín Bruhn, Juego (Camilla Records, 2013), con la partecipazione di Paolo Fresu al flicorno nel brano Rosa Rosa.[16][17][18]

## Discografia selezionata
Con Peppe Servillo e Javier Girotto
- L’amico di Córdoba (Sud Music/Egea, 2004; rist. digitale 2015).[19][20]
- Fútbol (Il Manifesto, 2009; nuova edizione 2015).[21][22]

Con Latin Mood (F. Bosso/J. Girotto)
- Sol (Blue Note, 2008).[23]
- Vamos (Schema/Rearward, 2012).[24]

Con Monica Demuru
- Madera Balza (Tǔk Music, 2019).[25]

Con Martín Bruhn
- Juego (Camilla Records, 2013).[26]

## Televisione
- Operazione Trionfo (Italia 1, 2002) – docente di canto/musica.[27]